# 圣佩德罗曼里克
圣佩德罗曼里克，是西班牙卡斯蒂利亚-莱昂索里亚省的一个市镇。总面积176平方公里，总人口536人（2001年），人口密度3人/平方公里。